# Winchester College
Pour les articles homonymes, voir Winchester.
Winchester College est une public school britannique située à Winchester, dans le Hampshire. La plupart de ses bâtiments avec leurs charpentes, cloisons intérieures, vitraux, portes et même tables de la salle à manger datent de l'époque de sa fondation au Moyen Âge et sont ouverts à la visite. Elle fait partie des neuf établissements les plus prestigieux d'Angleterre cités par le Public Schools Act de 1868, avec Eton College, Harrow School, Rugby School, Shrewsbury School et Westminster School, entre autres. Winchester College fonctionne sans interruption depuis plus de 600 ans, ce qui est un cas unique dans l'histoire de l'éducation au Royaume-Uni.
Un élève de Winchester College s'appelle un « Wykehamist ». L'école annonce en février 2021 sa décision d'accueillir des filles comme élèves à la rentrée 2022.

## Histoire
Fondé en 1382 par William de Wykeham, évêque de Winchester et chancelier du roi Richard II, l'établissement se nomme au début Collegium Sanctae Mariae prope Wintoniam (collège Notre-Dame près de Winchester, les bâtiments n'étant pas intra muros mais immédiatement au sud des remparts de la cité épiscopale) ou Collegium Beatae Mariae Wintoniensis prope Winton, mais aussi St Mary's College near Winchester. Il accueille ses 70 premiers élèves en 1394 – des élèves de familles pauvres, la vocation des public schools étant de promouvoir aux postes du clergé et de l'administration des enfants sans fortune mais doués pour les études, en échange de leurs prières pour l'âme du fondateur.
La fondation de 1382 s'est faite conjointement à celle de New College (Oxford), l'école étant censée former les futurs étudiants de ce collège universitaire. Cinquante ans plus tard, une double fondation suit cet exemple : celle d'Eton College et de King's College (Cambridge). Plus tard, sous le règne des Tudors, la fondation de Westminster School sera elle aussi indissociable de la création de Christ Church (Oxford) et de Trinity College (Cambridge).

## Mixité scolaire
Le collège annonce qu'« après presque un siècle de délibération à ce propos », il accueillera des filles externes dès 2022, en « sixth form », pour la préparation des A-levels, et à partir de 2024, acceptera des filles pensionnaires,.

## Anciens élèves
| - Charles Abbot, entomologiste et botaniste - Augustus Abbott, officier de la Compagnie britannique des Indes orientales - Matthew Arnold, poète et critique - Thomas Arnold, directeur de Rugby School, père de M. Arnold - Samuel Barnett, prêtre anglican et réformateur social - Kenneth Clark, historien de l'art - Robert Conquest, historien - Alfred Douglas, compagnon d'Oscar Wilde - Hugh Dowding, chef de la Royal Air Force - Ralph H. Fowler, physicien et astronome - G. H. Hardy, mathématicien - Alexander Hamilton Gordon général britannique - George Jellicoe, homme politique | - Owen Lewis, évêque - Robert Lowth, linguiste - George Magan, ancien membre de la Chambre des lords du Royaume-Uni. - George Mallory, alpiniste - Oswald Mosley, dirigeant du parti fasciste britannique - Frank Ramsey, mathématicien - Philip Lutley Sclater, zoologiste - Arnold Joseph Toynbee, historien - Anthony Trollope, écrivain - Thomas Warton, poète lauréat - Archibald Wavell, maréchal britannique - Richard Williamson, évêque catholique traditionaliste - James Woodforde, pasteur anglican |